# LSTV
LSTV（LifeStyle TV）是香港美亞電視、美亞天天在線以及新加坡Asia Television Forum經營而拥有的一条以多語言廣播的男士時尚生活品味的綜合頻道。

## 播放節目
- 車模女王
- 英雄的西裝
- 火辣拉丁天使
- 辣妹也瘋狂
- 愛食小品
- 足球瘋
- 女神降臨
- 角力
- 幻彩霓裳
- 一生玩不停
- 廣告狂人
- 藍山嬉春